# Kaiserwald
Kaiserwald era un camp de concentració nazi situat a Lituània. Va ser creat el 1942, evacuat el 7 de gener de 1944, i alliberat el 13 d'octubre del mateix any per les tropes russes. S'estima en 21.000, el nombre de presoners que hi van morir. Va ser dirigit pel comandant Zauer.
Kaiserwald era al barri de Mežaparks de la ciutat de Riga. A començament de 1944 els alemanys el van en camps més petits que estaven sota el seu control. Després de la invasió d'Hongria, els nazis van deportar a Kaiserwald milers de presoners jueus que arribaven del gueto de jueus de Łódź (Polònia). A data d'1 de març de 1944, es van comptabilitzar 11.878 presoners desglossats en 6.182 homes i 5.696 dones, dels quals només 95 no eren jueus.
Les presoneres van ser destinades a treballar a l'empresa Elektricitäts-Gesellschaft, i els homes en granges i obres dintre del mateix camp i en diverses fàbriques, com ara AEG.
Arribat juliol de 1944, i davant el ràpid avanç de les tropes russes, va començar l'evacuació del camp i els alemanys van assassinar els malalts, febles i els presoners menors de 18 anys o més grans de 30. Quan les tropes russes van arribar al camp el 13 d'octubre de 1944, només hi van trobar cadàvers.